# Miscellaneous Debris
Miscellaneous Debris jest czwartym albumem muzycznym w dyskografii zespołu Primus. Wydawnictwo ukazało się w roku 1992. Wszystkie znajdujące się na płycie piosenki to covery.  

## Lista utworów
| Nr | Tytuł utworu                           | Długość |
| -- | -------------------------------------- | ------- |
| 1. | „Intruder” (Peter Gabriel)             | 4:18    |
| 2. | „Making Plans For Nigel” (XTC)         | 3:35    |
| 3. | „Sinister Exaggerator” (The Residents) | 3:37    |
| 4. | „Tippi-Toes” (The Meters)              | 1:16    |
| 5. | „Have A Cigar” (Pink Floyd)            | 5:29    |
|    |                                        | 18:15   |